# Мири Регев
Мири Регев, рођена као Мирјам Сибони (26. мај 1965), израелска је политичарка, бивши бригадни генерал у израелским одбрамбеним снагама. Тренутно је члан Кнесета за Ликуд и министарка културе и спорта.  У јуну 2017 постављена је за замјеницу премијера, док је премијер Бенјамин Нетанјаху боравио у иностранству. Чланица Кнесета била је и у 18 и 19 сазиву.

## Биографија
Регев је рођена у Кирјат Гату, 26. маја 1965. од стране Сефардских Јевреја, који су мигрирали у Израел. Њен отац Феликс је из Марока, а мајка Мерседес из Шпаније. Године 1983 придружила се војном програму Гадна, у коме је касније именована за команданта вода и на тој позицији остала је до 1986. Стекла је диплому из неформалног образовања, као и мастер управљања пословањем (MBA). Удата је за Дрора Регева, инжињера у израелској авио индустрији; имају троје дјеце: Рои, Џоел и Мајкл. Њен супруг је љевичарски оријентисане средине и има погледе доста супротне од ње.
Служење у војсци почела је као говорник у јужној команди војске Израела. Чин пуковника добила је 2002, док је 2003 године постављена на функцију координатора за јавне односе канцеларије премијера, у припремама за Ирачки рат. Након кратког периода у којем је обављала функцију директора медија (2004–2005), именована је за бригадног генерала 2005 године.  На тој функцији била јр током израелског сукоба у Гази 2005 и Либанског рата 2006. Године 2007 смијењена је и на њено мјесто постављен је Ави Бенајаху.

## Политичка каријера
У новембру 2008, Регев се придружила партији Ликуд, изјавивши да је подржавала платформу партије доста година. На изборима 2009 нашла се на 27 мјесту на листи Ликуда, што је било довољно да уђе у Кнесет, јер је Ликуд освојио 27 мјеста.  На изборима 2013, Регев се нашла на 21 мјесту на листи; Ликуд је освојио 31 мјесто, те се она тако нашла и у 19 сазиву Кнесета. На изборима 2015, Регев је била пета на листи и ушла је у Кнесет трећи пут заредом, јер је Ликуд освојио 30 мјеста. Предложена је од стране премијера Нетанјахуа за министарку културе и спорта у новој влади.
Бев сајт Дејли бист описао је као нападачког пса Ликуда, као отворену политичарку, нешто најближе Сари Пејлин што Израел има. Ревитал Мадар, туниско-израелски писац за Херец, истакао је да се Регев суочава са дискриминацијом због свог мароканског поријекла.

### Министарка културе и спорта
У септембру 2015, четири мјесеца након избора за министарку, Регев је објавила списак критеријума који ће довести до повлачења државних финансирања наредне године. Листа укључује измјену државних симбола и позив на бојкот Израела.
У јулу 2016, Регев је изјавила да неће учествовати на церемонији отварања Олимпијских игара 2016 у Рио де Женеиру, због тога што се за одржава за вријеме шабата.
На позицији министра културе, Регев је изједначила умјетничку слободу изражавања, користећи моћ Владе да повуче њихове финансије, користећи термин "слобода финансија". Такође је истакла да умјетници и организације које финансира држава, морају показати лојалност Израелу. Ово је назвала иницијативом "лојалност културе" и предложила је закон "подршка културним институцијама зависи од њихове лојалности држави Израела." Истакла је да невладина организација "Разбијајући тишину" (Breaking the Silence) нарушава слику Израела и оптужила је галерију у којој је организација држала говор за одржавање политичких активности.
На церемонији затварања Макабијских игара 2017 Регев је обишла је ишла око макабијске бакље у част макабијских спортиста.

## Погледи

### Миграције из Африке
У мају 2012, на демонстрацијама против илегалне миграције из Африке у Израел, Регев је изјавила да су мигранти из Судана "канцер у тијелу нације". Касније је изјавила да је њена изјава погрешно протумачена и извинила се због поређења људских бића са канцером.

### ЛГБТ права
Иако је хетеросексуалне опредијељености и придржава се конзервативних породичних вриједности, састала се са члановима ЛГБТ заједнице и истакла је да (у погледу друштвене активности) "не могу само лијеви подржати и пригрлити геј заједницу."